# Fernando Chivite
Fernando Luis Chivite del Pozo, también conocido como Fernando Chivite (Pamplona, 1959)  es un escritor en verso y prosa español, residente en Villava. Padre de Beatriz Chivite y Laura Chivite.

## Biografía
Tras licenciarse en Filosofía y Letras (sección Ciencias de la Educación) por la Universidad de Navarra, trabaja como logopeda en un centro de educación especial.
Es columnista habitual de los periódicos Diario de Noticias (de Navarra) y El Correo, entre otros periódicos del grupo Vocento.
Figura en la antología "Articulismo español contemporáneo", de 2004.

## Premios
- XLI Premio Internacional de Poesía Hermanos Argensola por "Apuntes para un futuro manifiesto", en 2009.
- Premio Café Gijón de novela en 2006 por "Insomnio".
- Premio Ciudad de Irún de poesía en 1998.
- Premio de poesía Gerardo Diego en 1996.
- Premio Pío Baroja de novela en 1995.
- Premio Ciudad de Barbastro de novela en 1993.